# Franziska van Almsick
Franziska van Almsick (Berlino Est, 5 aprile 1978) è un'ex nuotatrice tedesca.

## Carriera
È una delle atlete tedesche che ha vinto di più nello sport del nuoto. Nativa di Berlino Est, la sua carriera è stata caratterizzata da un talento precoce che l'ha vista partecipare a soli 14 anni alla sua prima Olimpiade (Barcellona 1992). Grazie alla notorietà acquisita e anche a causa degli alti e bassi del rendimento sportivo, si è anche dedicata ad attività diverse dalle competizioni, in particolare nel campo della pubblicità e dell'abbigliamento.

## Palmarès
- Giochi olimpici

Barcellona 1992: argento nei 200 m sl e nella 4 × 100 m misti, bronzo nei 200 m sl e nella 4 × 100 m sl.
Atlanta 1996: argento nei 200 m sl e nella 4 × 200 m sl e bronzo nella 4 × 100 m sl.
Sydney 2000: bronzo nella 4 × 200 m sl.
Atene 2004: bronzo nella 4 × 200 m sl e nella 4 × 100 m misti.
- Mondiali

Roma 1994: oro nei 200 m sl, argento nella 4 × 200 m sl, bronzo nei 100 m sl e nella 4 × 100 m sl.
Perth 1998: oro nella 4 × 200 m sl e argento nella 4 × 100 m sl.
- Europei

Sheffield 1993: oro nei 50 m sl, nei 100 m sl, nei 200 m sl, nella 4 × 100 m sl, nella 4 × 200 m sl e nella 4 × 100 m misti e argento nei 100 m farfalla.
Vienna 1995: oro nei 100 m sl, nei 400 m sl, nella 4 × 100 m sl, nella 4 × 200 m sl e nella 4 × 100 m misti e argento nei 50m sl.
Istanbul 1999: oro nella 4 × 100 m sl e nella 4 × 200 m sl e argento nella 4 × 100 m misti.
Berlino 2002: oro nei 100 m sl, nei 200 m sl, nella 4 × 100 m sl, nella 4 × 200 m sl e nella 4 × 100 m misti.
- Europei in vasca corta

Espoo 1992: oro nei 50 m sl, nella 4 × 50 m sl e nella 4 × 50 m misti.
Sheffield 1998: oro nella 4 × 50 m misti e argento nei 200 m sl.
- Vincitrice della Coppa del Mondo delle distanze brevi sl nel 1993 e nel 1995

- Europei giovanili

Leeds 1992: oro nei 100 m sl, nei 200 m sl, nei 100 m farfalla e nei 200 m misti.

## Riconoscimenti
- World Swimmer of the Year: 1993
- European Swimmer of the Year: 1993, 1994, 2002